# Waterloo, l'ultime bataille
Pour plus de détails, voir Fiche technique et Distribution.
Waterloo, l'ultime bataille est un film documentaire historique belge réalisé  par Hugues Lanneau et sorti en 2014.
Le sujet du film est la bataille de Waterloo (1815) qui est la dernière bataille menée par Napoléon Ier et où il a été vaincu par la coalition alliée.

## Fiche technique
- Réalisateur : Hugues Lanneau
- Producteur : Willy Perelsztejn
- Scénario : Valérie de Rath, Hugues Lanneau
- Photographie : François Roland

## Distribution
- Michel Schillaci : Napoléon Ier
- Dorian Salkin : duc de Wellington
- Franky Simon : Maréchal Ney
- Alexandre Petit : Jacques Desmoulins
- Simon Love : James Clémence
- Ron Vandijck : Louis Mertens
- David Bayenet : Marcel Lanquais
- Louis Chaussée : Pierre Lantelme
- Manuela Servais : narratrice